# Mutualisme en France
Pour les articles homonymes, voir mutualisme.
 (novembre 2021).
Si vous disposez d'ouvrages ou d'articles de référence ou si vous connaissez des sites web de qualité traitant du thème abordé ici, merci de compléter l'article en donnant les références utiles à sa vérifiabilité et en les liant à la section « Notes et références ».
Le mutualisme est en France le mouvement politique et historique qui a conduit à la création des formes mutualistes ou coopératives d'association dans les domaines de l'assurance, de la banque, de la construction, de l'instruction, et en général de toutes formes de production ou de commerce. Ce mouvement a conduit à la création d'un secteur économique non marchand régi par le code de la mutualité.
L'adjectif mutuel désigne, plus précisément, le caractère réciproque d'un droit ou d'une obligation.

## Histoire
L’association coopérative n’est pas un groupement instinctif, mais une forme déjà structurée de la vie en société. On peut imaginer à juste titre que les premières manifestations coopératives ont été spontanées sous forme d’entraide (économie politique), ou de troc de services et de nombreuses formes de « préhistoire coopérative » (c'est-à-dire avant la formation de règles et de lois organisant le mutualisme en France).
L’aménagement du fermage collectif dans la Babylonie, les confréries d’assistance et de sépulture de l’antiquité romaine auraient eu d’un certain point de vue quelque parenté avec les institutions coopératives. On peut aussi évoquer les équipes de compagnons du bâtiment, lors de la construction du Temple de Salomon à Jérusalem : les ouvriers ont en effet mis en place un système d'entraide destiné à ceux d'entre eux victimes d'accidents ou de maladie, système qui a perduré avec les compagnons qui parcouraient l’Europe au temps des cathédrales. D'autres formes de mutualisme sont représentées par les « artels » de pêcheurs, de chasseurs et d’artisans de l’ancienne Russie…
Les racines de la Coopération ouvrière plongent loin, environ 150 ans dans l’histoire. On peut dire qu’elle est une réponse des travailleurs aux conséquences de la concentration des capitaux. Les coopératives sont une réponse aux « abus » du capitalisme, essentiellement développé pendant la Révolution industrielle.
La loi Le Chapelier des 14 à 17 juin 1791 interdisant les « assemblées d’ouvriers et d’artisans » proscrit les coalitions tant ouvrières que patronales, arguant que le système corporatiste est une entrave à la Liberté du Travail. Cependant, ce sont surtout les groupements ouvriers qui étaient visés sur la crainte que « les coalitions que formeraient les ouvriers pour faire augmenter le prix de la journée de travail », ainsi que Marx le fait rapporter à Camille Desmoulins. En 1791, la Révolution française inspirée par des préoccupations libérales supprime tous les corps intermédiaires par la loi « Le Chapelier » :
- Corporations : ensemble des personnes exerçant la même profession (marchands et artisans) afin d’en réglementer l’accès et l’exercice, la concurrence, les heures de travail et les techniques de production.
- Jurandes : Sous l’Ancien Régime, corps de métier constitués par le serment mutuel que se prêtaient ces membres.
- Compagnonnage : « Association entre ouvriers d’une même profession à des fins d’instruction professionnelle et d’assistance mutuelle. »
- Université et Facultés de médecine : La loi contribue, avec le décret du 18 août 1792[7], à la dissolution de l'Université et des facultés de médecine, au nom du libre exercice de la médecine, sans qu'il soit nécessaire d'avoir fait des études médicales ou d'avoir un diplôme, jusqu'à la création des écoles de santé de Paris.

La loi Le Chapelier ne fut abrogée qu’en 1884.
La classe ouvrière est livrée à l’arbitrage des employeurs.
Il est certain que pendant le premier demi-siècle de son existence, le développement coopératif aura été dominé par la primauté :
- des coopératives de consommation ;
- des coopératives européennes.

C’est là que se forgèrent les types d’organisation internes et le stock des doctrines dominantes.
Robert Owen (1771-1858) est considéré comme le père fondateur du mouvement coopératif moderne. Le Gallois qui fit fortune dans le commerce du coton désirait améliorer les conditions de travail et de vie de ses salariés par l'éducation des travailleurs et de leurs enfants, la mise en place de crèches… Il mit en œuvre ses idées avec succès dans sa filature "New Lanark" en Écosse. La première coopérative de consommateurs (magasin coopératif) y fut créée. Cette réussite lui donna l'idée de créer des "villages of co-operation" où les travailleurs pourraient se sortir eux-mêmes de la pauvreté en produisant leur propre nourriture, fabricant leurs propres vêtements et finalement se gouverner eux-mêmes. Il tenta de créer de telles communautés à Orbiston en Écosse et à New Harmony, dans l'Indiana aux États-Unis, mais sans succès.

## Règlementation
L'activité des banques et assurances mutualistes est encadrée par le droit et la régulation de l'état, voir par exemple les articles spécifiques du code monétaire et financier L512-55 à L512-59 2.

## Hybridation
Le mouvement mutualiste est non lucratif et a créé des structures sans actionnaires. De ce fait, il n’était pas aisé pour les coopératives et mutuelles œuvrant dans la santé de s’adapter aux contraintes réglementaires qui sont intervenues dans le cadre de la préparation et de la mise en œuvre des réformes Solvabilité II.
Ces réformes ont notamment imposé que les acteurs des complémentaires santé disposent de fonds propres suffisants pour couvrir d’éventuels risques. Le mouvement mutualiste n’était pas familier de ce concept de fonds propres puisqu’il redistribue la totalité de ses gains à ses adhérents. Il a donc fallu créer des fonds de réserve pour se conformer à la nouvelle doctrine Solvabilité.
Cet ajustement a entraîné la création de plusieurs formes juridiques nouvelles qui ont facilité la mise en commun des énergies et des fonds entre acteurs du mutualisme, mais aussi avec des acteurs relevant du Code de la sécurité sociale (les instituts de prévoyance) et d’autres relevant du Code des assurances (les sociétés d'assurance mutuelle). Deux structures ont particulièrement contribué à cette hybridation : les unions de groupes mutualistes (UGM) et les unions mutualistes de groupes (UMG).
- L'union de groupe mutualiste (UGM) a été créée par l'ordonnance du 19 avril 2001[3] : elle permet le développement d’actions en commun entre différents acteurs sans entraîner de solidarité financière. Elle permet donc un premier pas pour avant un éventuel rapprochement plus structurant.
- L'union mutualiste de groupe (UMG) a été instituée par la loi de modernisation de l'économie du 4 août 2008[4] : elle diffère de l’UGM principalement parce qu’elle nécessite une fusion financière et permet donc de répondre directement aux contraintes de fonds de réserve imposées par Solvabilité II. En France, le groupe Aésio, le groupe VYV et Cap Mutualité (groupe MNCAP) sont des unions mutualistes de groupe.

Dans le cas de sociétés d'assurance mutuelle, les cotisations de l'ensemble des adhérents sont mises en commun et servent d'indemnisation en cas de sinistre, sur les domaines couverts par la mutuelle.

## Autres domaines
Aujourd'hui, il semble que la mutualité soit conduite vers d'autres formes de compensation que la maladie, l'accident, la vieillesse ou la mort. Du fait des situations de précarité et d'exclusion en progression constante, y compris dans les pays dits développés, une nouvelle source d'inspiration pour la solidarité se fait jour, moins matérialiste et davantage axée vers les activités de l'esprit. L'accès aux savoirs et aux savoir-faire est en effet devenu une préoccupation essentielle pour tout individu, d'autant que les technologies modernes de communication permettent une diffusion rapide et étendue des informations et des moyens de formation individuelle.
Déjà, en France, on peut observer la création de mutuelles dites « culturelles »[Qui ?], ayant pour vocation de proposer un système mutualisé d'accès à la culture au profit du plus grand nombre[réf. nécessaire].